# 서정화 (스키 선수)
서정화(1990년 9월 27일~)는 대한민국의 여자 모굴스키 선수다. 2010년 동계 올림픽과 2014년 동계 올림픽, 그리고 2018년 동계올림픽에 각각 출전하였다. 동생인 서명준과 사촌동생인 서지원도 모굴스키 선수로 국가대표팀에서 같이 활동하였다. 2019년 9월 18일 은퇴를 선언했다.

## 약력

### 올림픽
동계올림픽 여자 모굴 경기에 3회 출전하였다.
2010년 캐나다 밴쿠버, 2014년 러시아 소치 및 2018년 대한민국 평창 동계올림픽에 출전 하였다.
첫 출전한 2010년 밴쿠버 동계 올림픽에서 최종 성적 21위를 기록하였고, 4년후인 2014년 소치 동계 올림픽에서는 1차예선전 연습도중의 부상에도 불구하고 2차예선에 출전하였지만 14위를 기록하여 최종 성적 24위로 대회를 마감했다. 세 번째 출전한 2018년 평창 동계 올림픽에서는 대한민국 여자 모굴 사상 처음으로 올림픽 1차결선에 진출하였으며 최종 성적 14위로 대회를 마감하였다.

### 월드컵
2006년 3월 1일 지산리조트에서 열린 모굴 경기 출전으로 월드컵 경기 경력을 시작하였다. 모굴 종목의 최고 성적은 2017년 2월 11일 평창에서 기록한 6위이다. 듀얼 모굴 종목의 최고 성적은 2011년 3월 12일 스웨덴 아레에서 기록한 8위이다.

## 출신 학교
- 진건중학교
- 서울외국어고등학교
- 서던 캘리포니아 대학교